# أنيتا راج
أنيتا راج هي ممثلة هندية، ولدت في 13 أغسطس 1962 بمومباي في الهند.

## وصلات خارجية
- أنيتا راج على موقع IMDb (الإنجليزية)
- أنيتا راج على موقع قاعدة بيانات الفيلم (الإنجليزية)